# Ruska znanstvena fantastika
Znanstvena fantastika v ruskem jeziku (ру́сская нау́чная фанта́стика) je doživela svojo zlato dobo v 1960-ih. V tem času so v angleščino prevedli mnogo del.

## Zgodovina

### Zgodnje obdobje
Čeprav se je posvetna književnost v Rusiji postopoma razvijala od 17. stoletja, so evropski retorični žanri našli domače okolje šele v poznem 18. stoletju. Značilne so bile pripovedne domišljijske tehnike odprte za zapleten medsebojni vpliv novih znanstvenih in družbenih zamisli. 
Prvo delo, ki ima nesporno znanstvenofantastične značilnosti, je delo Dmitrijev-Mamonova Plemič-filozof, prispodoba (Дворянин-философ, аллегория) iz leta 1769. Povest je izšla skupaj z delom Ljubezen Psihe in Erosa (Любовь Псиши и Купидона) v majhni knjižici in osupnila bralce. Avtor ni bil imenovan. Na povest je vplivalo Voltaireovo delo Mikromegas, v katerem Zemljo obišče bitje s planeta, ki kroži okoli Siriusa, s prijateljem s Saturna.
Prva zgleda utopij v obliki namišljenega potovanja sta Levšinovo delo Najnovejše potovanje (Новейшее путешествие) iz leta 1784, kjer je prvič v ruski književnosti opisano potovanje na Luno, in delo Ščerbatova Potovanje v deželo ofirsko g. S, švedskega plemiča (Путешествие в землю Офир-скую г-на С... швецкаго дворянин), napisano leta 1783, izšlo pa šele leta 1896 v prvem delu njegovih izbranih del.

### 19. stoletje
Nekatere zgodbe Bulharina (na Poljskem znanega kot Bułharyn) se dogajajo v bolj ali manj oddaljeni prihodnosti, druge opisujejo teme kot sta votla Zemlja in vesoljski polet. Njegova fantastično-utopična razprava Verjetne izmišljotine, ali svetovna Potovanja v devetindvajsetem stoletju (Правдоподобные небылицы, или Странствования по свету в двадцать девятом веке) iz leta 1824 prva opisuje časovno potovanje. V podobnem zabavnem razpoloženju je Sękowski (Senkovski) napisal in leta 1833 izdal izjemno priljubljeno delo Fantastična potovanja barona Brambeusa (Фантастические путешествия барона Брамбеуса).
Osrednja osebnost v zgodnjem 19. stoletju je bil Odojevski, ki je združil svoje videnje prihodnosti z vero v znanstveni in tehnološki napredek. Napisal je tudi več gotskih zgodb.
V drugi polovici stoletja, še posebej v obdobju od 1860 do 1880, je bila književnost odkrito sovražna do fantastičnega. Izjeme so bila dela Ahšarumova in Vagnerja. Oba sta dobro poznala Dostojevskega. Ahšarumov je leta 1850 pod psevdonimom A. Černov izdal ZF roman Dvojnik (Двойник), ki je bil neposredna kopija dela Dvojnik: Peterburška pesnitev (Двойник: Петербургская поэма) Dostojevskega iz leta 1846. Dostojevski je ob izidu Dvojnika spraševal brata Mihaila kdo je ta pisatelj A. Černov.
Izjemno vplivno delo Kaj narediti? (Что делать) Černiševskega, napisano v zaporu Petropavlovske trdnjave in izdano leta 1863, je vsebovalo utopične sanje daljne prihodnosti.
Satire Saltikov-Ščedrina težijo k fantastični groteski.

## Književnost

### Ruski pisci znanstvene fantastike
Navedeni so tudi pripadniki drugih narodov, ki so pisali v ruščini: Gruzinci, Poljaki, Ukrajinci, Kazahstanci.
- Aleksander Visarijonovič Abašeli
- Aleksander Ivanovič Abramov
- Sergej Aleksandrovič Abramov
- Nikolaj Dimitrijevič Ahšarumov (A. Černov)
- Genrih Saulovič Altšuller (Genrih Altov)
- Andrej Dimitrijevič Balabuha
- Aleksander Romanovič Beljajev
- Dimitrij Aleksandrovič Bilenkin
- Jevgenij Pavlovič Brandis
- Faddej Venediktovič Bulharin (Bułharyn)
- Kir Buličov
- Aleksander Aleksandrovič Buškov
- Marina in Sergej Djačenko
- Sergej Aleksandrovič Drugal
- Sever Feliksovič Gansovski
- Vasilij Vasiljevič Golovačov
- Aleksander Nikolajevič Gromov
- Dimitrij Jevgenjevič Gromov (Henry Lion Oldi)
- Jevgenij Jakovljevič Guljakovski
- Ivan Antonovič Jefremov
- Zinovij Jurjevič Jurjev (Grinman)
- Anatolij Borisovič Jurkin (Timofej Grigorin, Gari Bronzik)
- Aleksander Petrovič Kazancev
- Viktor Dimitrijevič Kolupajev
- Oleg Sergejevič Korabelnikov
- Ljudmila Kozinec
- Vladislav Petrovič Krapivin
- Oleg Semjonovič Ladiženski (Henry Lion Oldi)
- Olga Nikolajevna Larionova (Tideman)
- Vasilij Aleksejevič Levšin
- Svjatoslav Vladimirovič Loginov (Vitman)
- Jevgenij in Ljubov Lukina
- Sergej Vasiljevič Lukjanenko
- Vladimir Dimitrijevič Mihajlov
- Sergej Vladimirovič Mihalkov
- Nikolaj Ivanovič Muhanov (N.A.Gem)
- Vladimir Fjodorovič Odojevski
- Sergej Ivanovič Pavlov
- Anton Ivanovič Pervušin
- Genadij Martovič Praškevič
- Vjačeslav Mihajlovič Ribakov
- Mihail Jevgrafovič Saltikov-Ščedrin
- Vladimir Ivanovič Savčenko
- Józef Julian Sękowski (Senkovski)
- Marija Vasiljevna Semjonova
- Sergej Aleksandrovič Snegov (Štejn)
- Andrej Mihajlovič Stoljarov
- Arkadij in Boris Strugacki
- Mihail Mihajlovič Ščerbatov
- Vadim Sergejevič Šefner
- Nikolaj Petrovič Vagner
- Vladimir Nikolajevič Vasiljev
- Aleksander Fomič Veltman
- Aleksej Nikolajevič Tolstoj
- Vasilij Dimitrijevič Zvjagincev
- Valentina Nikolajevna Žuravljova